# عبد الله باشا الكهية
عبد الله باشا الكهية سياسي عثماني من مماليك العراق  أصبح والياً على بغداد ومدة حكومته من سنة (1190ه‍/ 1776 م) إلى وفاته سنة (1192 ه‍/ 1778م). وعبد الله باشا الكهية حكم بغداد خلفاً للوالي عبدي باشا. وخلفه حسن باشا الكركوكلي.

## لمحة تاريخية
بعد حكم الوالي مصطفى باشا الأسبيناخجي بغداد مدة ثمانية أشهر وفي رواية تسعة أشهر فقد صدر أواخر سنة 1190ه‍، فرمان عزله  ، وتنصيب عبدي باشا والياً على بغداد بدلاً عنه، الذي دامت حكومته أياماً، وخلالها أستدعي عبد الله باشا الكهية إلى إسطنبول ليستلم فرماناً بتنصيبه والياً على بغداد والبصرة وعزل عبدي باشا الذي خرج من بغداد متوجهاً إلى بلاد الروم.وولي بغداد عبد الله باشا أحد كتخدا ولاة بغداد، كلف لمحاربة الأعاجم الذين هجموا على البصرة. وكان عبد الله باشا خارج بغداد، فعاد ودخلها، وأرسل العساكر فافتتحوا جصان، وبدران وقبضوا أهل مندلي على واليهم من جهة الشاه خالد باشا ابن سليمان باشا البابان، وقتلوه وحملوا رأسه إلى بغداد. وذكر المؤرخ رسول الكركوكلي في دوحة الوزراء ان الوالي عبد الله باشا كان مريضاً بمرض الإستسقاء، وتركت الأمور بيد سليم أفندي ومحمد عجم، وعند وفاة الوالي تسلم الأمر بالوكالة سليم أفندي. ثم دخل إسماعيل كهية في النزاع. وأدى كل ذلك إلى فتنة وانقسم أهل بغداد وجرى قتال . واستدعى سليم أفندي الحاج سليمان بك الشاوي للتدخل بين الأطراف، وانحاز في الآخر إلى إسماعيل آغا وجمع له عشيرة النجادة والموصلين وعشيرة العبيد ودامت الحرب الأهلية خمسة أشهر.

## وفاته
توفي والي بغداد عبد الله باشا الكهية سنة 1192 ه‍/1778م، ومدة ملكه سنتان وأشهر، وهو زوج عائشة خانم بنت الوزير أحمد باشا. وكانت عائشة خانم قد تزوجت في حياة والدها من أحمد آغا الذي توفي ثم تزوجها بعده والي بغداد عبد الله باشا.
ووليَّ بعده على بغداد والي كركوك الوزير حسن باشا الكركوكلي.